# Karina (cantora)
Yu Ji-min (hangul: 유지민; hanja: 劉知珉; rr: Yu Jimin; MR: Yu Jimin; Suwon, Gyeonggi, 11 de abril de 2000) conhecida profissionalmente como Karina é uma cantora, rapper, compositora, apresentadora de TV, modelo, atriz e dançarina sul-coreana. Ela é líder do girl group sul-coreano aespa, formado pela gravadora SM Entertainment em 17 de novembro de 2020. Ela também é integrante do supergrupo Got the Beat, que estreou em 3 de janeiro de 2022.
Em 2024, Karina alcançou seu primeiro top-dez músicas como artista solo no Circle Digital Chart. Karina ganhou o seu primeiro prêmio no programa músical Show! Music Core com a canção "UP", ela ganhou o prêmio antes da sua estréia oficial como artista solo. A música foi primeiramente apresentada em julho na tour Synk: Parallel Line, a música logo se tornou viral com vários artistas fazendo covers da música.

## Início de vida
Karina nasceu e foi criada em Suwon, Província de Gyeonggi, Coreia do Sul, em uma família composta por seus pais e uma irmã mais velha. Ela frequentou a Hansol High School até ser descoberta por um caçador de talentos da SM nas redes sociais. Ela então desistiu para se concentrar no treinamento e mais tarde obteve um certificado equivalente a GED.

## Carreira

### Pré-estreia
Karina foi descoberta pela primeira vez por um representante da SM Entertainment através das redes sociais e treinou por 4 anos antes de sua estreia. Durante seu tempo como estagiária, Karina apareceu no videoclipe do seu até então colega de gravadora Taemin para a canção "Want" em fevereiro de 2019, e se apresentou com ele em vários programas musicais nas semanas seguintes. Karina também apareceu ao lado do colega de gravadora Kai para uma apresentação no showcase virtual de colaboração da SM e Hyundai, The All-New Tucson, Beyond DRIVE.

### 2020–presente: Estreia no Aespa, Got the Beat e empreendimentos solo
No dia 27 de outubro de 2020, SM revelou Karina como segunda integrante do Aespa. Ela estreou como líder do grupo em 17 de novembro de 2020, com o single digital "Black Mamba".
De 30 de outubro a meados de dezembro de 2021, Karina apresentou o programa Travel Diary Soul: Seoul ao lado de David Lee McInnis como parte de uma promoção turística do Governo Metropolitano de Seul. O programa teve 4 episódios e apresentou pontos turísticos da cidade. Foi produzido em conjunto com o History Channel e transmitido para 39,5 milhões de lares em 19 países. Em 17 de dezembro, ela foi anunciada como integrante do supergrupo da SM Got the Beat ao lado da colega de grupo Winter e outras companheiras de gravadora, como BoA, Taeyeon e Hyoyeon do Girls' Generation, e Seulgi e Wendy do Red Velvet.
Em 11 de maio de 2023, MBC anunciou que Karina será a apresentadora especial do episódio de 13 de maio do Show! Music Core ao lado de Lee Min-hyuk e Jungwoo. No dia 22 de setembro, Karina lançou o single "Sad Waltz" para a série de TV da Netflix Song of the Bandits. No dia 30 de novembro, foi anunciado que Karina participaria do programa improvisado da Netflix, Agents of Mystery, que foi ao ar no dia 18 de junho de 2024.
Em 8 de abril de 2024, foi confirmado que Karina aparecerá no 싱크로유 (SynchroYou) de KBS 2TV, um programa de música variada, ao lado de Yoo Jae-suk, Lee Juck, Lee Yong-jin, Yook Sung-jae e Hoshi. Os episódios piloto foram ao ar nos dias 10 e 18 de maio. Também foi confirmado no mesmo dia que Karina será DJ especial do programa de rádio Lee Seok-hoon's Brunch Cafe da MBC FM4U nos dias 18 e 19 de abril.
Em 21 de abril de 2025, Karina foi anunciada para participar do single de Jannabi "May the Tenderness Be with You!" (사랑의이름으로!), a faixa-título do quarto álbum de estúdio da banda, Sound of Music Pt. 1. O álbum e a música foram lançados em 28 de abril.

## Vida pessoal
Karina é católica e afirmou que seu nome de batismo é Katarina, que é a inspiração para seu nome artístico, mas ela tinha outras opções de nomes artísticos como Woo Ah e Jasmine.

## Imagem pública e influência
Karina foi apresentada pela SM como um membro com múltiplos talentos de dança, vocal e rap antes de sua estreia. Após seu vídeo de introdução de estreia, a frase "Karina é uma Deusa" foi adotada pelos fãs e pela imprensa notada por sua imagem pública e papel em seu grupo, com a revista Paper chamando-a de "dançarina dinâmica, uma líder atenciosa e uma rapper sensual para seu grupo".
Em 2021, Karina liderou a reputação da marca sul-coreana para artistas e influenciadores de K-pop por dois meses consecutivos. Ela também liderou a categoria de ídolo feminino da Star News por 8 semanas. Na classificação mensal "Classificação do Poder da Marca de Membros Individuais de Grupos Femininos" do Korean Business Research Institute, Karina ficou em primeiro lugar na edição de junho e julho e em quarto lugar na edição de outubro. Ela também foi destaque no "Programa de Promoção Turística" do Governo Metropolitano de Seul que "ajuda os turistas a apreciar a vista panorâmica de toda a cidade e da histórica Muralha da Fortaleza de Seul, bem como a fabricação de cerâmica em Mullae-dong".

## Outros empreendimentos

### Endossos
Em abril de 2022, Karina foi selecionada como embaixadora da boa vontade da "Campanha Limpa" do Maeil Business Newspaper.
Em novembro de 2023, Lotte Chilsung nomeou Karina como porta-voz oficial de sua bebida alcoólica "Kloud Krush". Em dezembro, a Vogue Korea anunciou Karina como o novo rosto da linha de batons "Rouge Pur Couture" da YSL Beauty.
Em janeiro de 2024, Converse Korea nomeou Karina como sua nova embaixadora. Em abril, ela foi escolhida como modelo da Vita 500 Zero, uma marca popular de bebidas com vitamina C na Coreia. O anúncio foi divulgado em 11 de abril, após uma postagem anterior nas redes sociais provocando a novo modelo da marca em 9 de abril. No dia 12 de agosto de 2024, Karina foi selecionada como embaixadora, rosto representativo e modelo da marca Musinsa Beauty. No dia 28 de agosto, Karina foi revelada como embaixadora global da marca de luxo italiana Prada. Em 1° de setembro de 2024, Karina foi anunciada como modelo da marca Nordisk.
De acordo com estatísticas nacionais divulgadas em 2022, o número de cafeterias na Coreia é de cerca de 100.729, quase dobrando em relação a seis anos atrás. Portanto, devido à competição, várias marcas estão optando por usar endossos de celebridades para atrair a geração mais nova. Em janeiro de 2025, a rede de cafeterias Pascucci, operada pelo SPC Group, nomeou Karina como sua primeira modelo celebridade desde que a franquia foi introduzida no país em 2002, pois ela é considerada um rosto altamente reconhecível no mercado mais jovem. Em fevereiro, Karina foi anunciada como a nova modelo da Sprite. Uma nova campanha e filme comercial também foram anunciados, com um funcionário da The Coca-Cola Company dizendo: "Espero conseguir um efeito de sinergia maior com Karina. Planejamos transmitir o frescor intenso apresentado pela marca por meio do vídeo publicitário de Karina, que será lançado em breve." Em maio, a MLB nomeou Karina como sua nova embaixadora global da marca.

### Filantropia
Em março de 2025, Karina doou ₩100 milhões (R$409.218,40) por meio da Hope Bridge National Disaster Relief Association para ajudar nos esforços de recuperação dos incêndios florestais que ocorreram nas regiões de Ulsan, Gyeongbuk e Gyeongnam.

## Discografia

### Singles

#### Como artista principal
| "The Cure" (com Kangta, BoA, U-Know, Leeteuk, Taeyeon, Onew, Suho, Irene, Taeyong, Mark e Kun) | 2022 | — | 2022 Winter SM Town: SMCU Palace |
| "—" denota lançamentos que não entraram nas paradas ou não foram lançados naquela região.      |      |   |                                  |

#### Como artista convidada
| Título                                                                                    | Ano  | Melhores posições nas paradas | Álbum                |
| Título                                                                                    | Ano  | KOR                           | Álbum                |
| ----------------------------------------------------------------------------------------- | ---- | ----------------------------- | -------------------- |
| "May the TENDERNESS be with you!" (사랑의이름으로!) (Jannabi feat. Karina of aespa)       | 2025 | 82                            | Sound of Music Pt. 1 |
| "—" denota lançamentos que não entraram nas paradas ou não foram lançados naquela região. |      |                               |                      |

### Outras canções nas paradas
| Título                                                                                    | Ano  | Melhores posições nas paradas | Melhores posições nas paradas | Melhores posições nas paradas | Melhores posições nas paradas | Melhores posições nas paradas | Melhores posições nas paradas | Melhores posições nas paradas | Melhores posições nas paradas | Melhores posições nas paradas | Melhores posições nas paradas | Vendas    | Álbum                            |
| Título                                                                                    | Ano  | KOR                           | COR Billb.                    | HK                            | JPN Hot                       | MLY                           | NZ Hot                        | TW                            | SGP                           | SG                            | WW                            | Vendas    | Álbum                            |
| ----------------------------------------------------------------------------------------- | ---- | ----------------------------- | ----------------------------- | ----------------------------- | ----------------------------- | ----------------------------- | ----------------------------- | ----------------------------- | ----------------------------- | ----------------------------- | ----------------------------- | --------- | -------------------------------- |
| "Hot & Cold" (온도차) (com Kai, Seulgi e Jeno)                                            | 2022 | —                             | —                             | —                             | —                             | —                             | —                             | —                             | —                             | —                             | —                             | —         | 2022 Winter SM Town: SMCU Palace |
| "UP"                                                                                      | 2024 | 2                             | 1                             | 9                             | 50                            | 12                            | 17                            | 3                             | 11                            | 11                            | 27                            | : 250,000 | Synk:Parallel Line               |
| "—" denota lançamentos que não entraram nas paradas ou não foram lançados naquela região. |      |                               |                               |                               |                               |                               |                               |                               |                               |                               |                               |           |                                  |

### Aparições em trilhas sonoras
| Título                                                                                    | Ano  | Melhores posições nas paradas | Álbum                   |
| Título                                                                                    | Ano  | COR                           | Álbum                   |
| ----------------------------------------------------------------------------------------- | ---- | ----------------------------- | ----------------------- |
| "Sad Waltz"                                                                               | 2023 | —                             | Song of the Bandits OST |
| "—" denota lançamentos que não entraram nas paradas ou não foram lançados naquela região. |      |                               |                         |

### Créditos de composição
Todos os créditos das canções são adaptados do banco de dados da Korea Music Copyright Association, salvo indicação em contrário.
| Ano  | Artista | Canção                | Álbum                     | Letrista  | Letrista                                                       | Compositor | Compositor | Ref.   |
| Ano  | Artista | Canção                | Álbum                     | Creditada | Com                                                            | Creditada  | Com        | Ref.   |
| ---- | ------- | --------------------- | ------------------------- | --------- | -------------------------------------------------------------- | ---------- | ---------- | ------ |
| 2023 | Karina  | "Menagerie"           | Adicionado à nenhum álbum | Yes       | Lee SeuRan, Harambašić, Svendsen, Stokke, Ottestad, Carl Ryden | Não        | N/A        | [ 71 ] |
| 2024 | aespa   | "Regret of the times" | Adicionado à nenhum álbum | Yes       | BewhY, no2zcat, greente, Kriz, Taiji                           | Não        | N/A        | [ 72 ] |
| 2024 | Karina  | "UP"                  | Synk: Parallel Line       | Yes       | —                                                              | Não        | N/A        | [ 74 ] |

## Filmografia

### Séries de televisão
| Ano  | Título       | Canal | Papel | Notas           | Ref.          |
| ---- | ------------ | ----- | ----- | --------------- | ------------- |
| 2024 | MY ARTi FILM | Mnet  |       | Papel Principal | [ 75 ] [ 76 ] |

### Programas de televisão
| Ano  | Título                   | Canal   | Papel         | Notas                                | Ref.                 |
| ---- | ------------------------ | ------- | ------------- | ------------------------------------ | -------------------- |
| 2021 | Travel Diary Soul: Seoul | History | Apresentadora | Para o Governo Metropolitano de Seul | [ 20 ]               |
| 2024 | Synchro U                | KBS 2TV | Apresentadora |                                      | [ 26 ] [ 77 ] [ 78 ] |

### Web Shows
| Ano  | Título            | Canal   | Papel            | Notas | Ref.   |
| ---- | ----------------- | ------- | ---------------- | ----- | ------ |
| 2024 | Agents of Mystery | Netflix | Membro do elenco |       | [ 25 ] |

### Documentários
| Ano  | Título               | Produtora | Notas                                     | Ref.   |
| ---- | -------------------- | --------- | ----------------------------------------- | ------ |
| 2024 | aespa: MY First Page | SM        | Documentário mostrando a jornada do aespa | [ 79 ] |

### Apresentações em programas
| Ano  | Título           | Notas                                                      | Ref.          |
| ---- | ---------------- | ---------------------------------------------------------- | ------------- |
| 2023 | Show! Music Core | MC especial com Jungwoo e Lee Min-hyuk                     | [ 80 ] [ 23 ] |
| 2024 | MAMA Awards      | Mc especial no dia 1 no Japão com Rei, Yoshi e Sung Hanbin | [ 81 ]        |

### Programas de rádio
| Ano  | Título                      | Notas                           | Ref.   |
| ---- | --------------------------- | ------------------------------- | ------ |
| 2024 | Lee Seok-hoon's Brunch Cafe | DJ especial de 18 a 19 de abril | [ 27 ] |

## Videografia

### Videoclipes
| Título     | Ano  | Diretor    | Duração | Ref.                 |
| ---------- | ---- | ---------- | ------- | -------------------- |
| "The cure" | 2023 | Hong MinHo | 4:01    | [ 82 ] [ 83 ] [ 84 ] |

### Aparições em videoclipes
| Título                           | Ano  | Artista  | Diretor                | Duração | Ref.          |
| -------------------------------- | ---- | -------- | ---------------------- | ------- | ------------- |
| "Want"                           | 2019 | Taemin   | Dongju Jang, Rima Yoon | 3:26    | [ 14 ]        |
| "Vuja De"                        | 2023 | U-Know   | —                      | 3:32    | [ 85 ] [ 86 ] |
| "Too Bad" (feat. Anderson .Paak) | 2025 | G-Dragon | —                      | 2:40    | [ 87 ] [ 88 ] |

### Outros Vídeos
| Título                              | Ano  | Diretor | Duração | Ref.   |
| ----------------------------------- | ---- | ------- | ------- | ------ |
| "Hot & Cold (온도차)" (Stage Video) | 2022 | —       | 3:35    | [ 89 ] |

## Prêmios e indicações
| Cerimônia                     | Ano  | Categoria                         | Nomeado / Trabalho | Resultado | Ref.          |
| ----------------------------- | ---- | --------------------------------- | ------------------ | --------- | ------------- |
| KBS Entertainment Awards      | 2024 | Rookie of the Year (Show-variety) | Synchro U          | Venceu    | [ 90 ] [ 91 ] |
| Korea First Brand Awards      | 2025 | Best Female Solo Artist           | Karina             | Venceu    | [ 92 ] [ 93 ] |
| Korea First Brand Awards      | 2025 | Best Female Entertainment Idol    | Synchro U          | Venceu    | [ 92 ] [ 93 ] |
| iHeartRadio Music Awards      | 2025 | Favorite K-pop Dance Challenge    | UP                 | Indicado  | [ 94 ] [ 95 ] |
| Brand Customer Loyalty Awards | 2025 | Female Advertising Model          | Karina             | Venceu    | [ 97 ]        |